# Per sempre (pel·lícula)
Per sempre és una pel·lícula italiana del 2003 dirigida per Alessandro Di Robilant.

## Argument
Giovanni és un advocat penalista que té èxit tant en el lloc de treball com en les conquestes extramatrimonials, malgrat un matrimoni feliç. Tanmateix, la seva vida es veu capgirada per la sobtada intromissió de la Sara, una bella professional que conquereix els homes només per combatre l'avorriment. Les conseqüències d'aquesta relació intensa i aclaparadora portaran a Giovanni a caure en un greu estat de postració física i mental que, malgrat les cures del doctor Doddoli, portarà a la seva mort. El metge, impactat per aquest fracàs professional, decidirà aleshores intentar reconstruir les causes que van provocar la mort de l'advocat.

## Repartiment
- Giancarlo Giannini - Giovanni
- Francesca Neri - Sara
- Emilio Solfrizzi - Doddoli
- Elisabetta Pellini - Sabrina
- Alberto Di Stasio - Caizzi
- Sabina Vannucchi - Esposa de Giovanni
- Gaia Zucchi

## Producció
El rodatge de la pel·lícula es va produir a Diamante i Cittadella del Capo (fracció de Bonifati), a la província de Cosenza.